# Грипсхольмский лев
Грипсхольмский лев — чучело льва, которое находится в музее замка Грипсхольм в Швеции. Чучело сделано нереалистично и часто высмеивается.

## История
В 1731 году бей Алжира подарил шведскому королю Фредрику I живого льва. Это был один из первых львов на территории Скандинавии.
Льва держали в клетке неподалёку от музея. После его смерти было принято решение изготовить из него чучело. Однако ни приглашённый таксидермист, ни хранитель музея не имели представления, как должно выглядеть чучело льва. В результате получившееся чучело оказалось похожим на геральдического, а не реального льва.
С появлением фотографий чучела в интернете изображение Грипсхольмского льва стало интернет-мемом.